# Yuri Jmelnitski

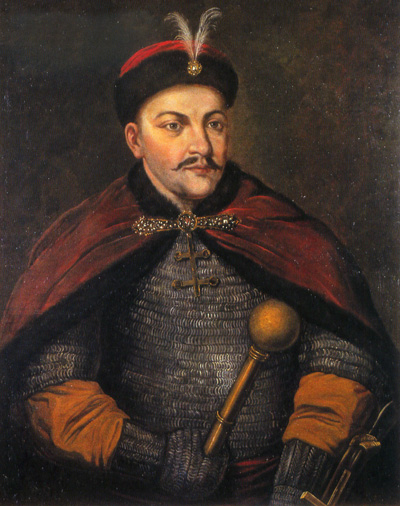
Yuri Jmelnitski

Yuri Jmelnitski (ucraniano: Юрій Хмельницький) nació en 1641 y falleció en 1685, fue hijo del famoso Bogdán Jmelnitski, fue un líder político y militar cosaco. A pesar de haber pasado la mitad de su vida adulta como monje, también fue Hetman de Ucrania en varias ocasiones, entre 1659 y 1660, y entre 1678 y 1681.

## Biografía
Yuri Jmelnitski nació en Súbotiv, cerca de Chiguirín, en Reino de Polonia, hoy Ucrania central. En 1659, la Rada Cosaca eligió a Yuri con diecisiete años como su Hetman en Bila Tserkva en lugar del depuesto Iván Vigovski. El joven Hetman se enfrentó a una poco fácil alianza con el Zarato moscovita, el transcurrir de la guerra ruso-polaca de 1654-1667 y el Kanato de Crimea.